# آیئو موتوتسونا
آیئو موتوتسونا (به ژاپنی: 相合元綱 Aiō Mototsuna)، برادر موری موتوناری معروف و پسر موری هیروموتو بود.